# Pokorny Antal
Pokorny Antal (angolul: Anthony Pokorny) (?, 1822. – ?, 1865 után) magyar és amerikai szabadságharcos.

## Élete
Az 1848-49-es magyar szabadságharcot honvédhadnagyi beosztásban harcolta végig, a világosi fegyverletétel után büntetlenséget és útlevelet kapott a komáromiakkal együtt, így jutott Hamburgba, majd Amerikába. Az Újházy László által alapított New Budán (Iowa) telepedett meg. 1854-ben otthagyta New Budát, feltehetően New Yorkba tért vissza. 1861. április 23-án belépett a New York-i 8. önkéntes gyalogezredbe, később ugyanennek az ezrednek az alezredese lett. Louis Blenker és Számwald Gyula tábornokok vezetése alatt teljesített szolgálatot. A polgárháború végén alezredesként szerelt le.